# Britt Mjaasund Øyen
Britt Mjaasund Øyen (7 settembre 1944) è un'ex sportiva paralimpica norvegese, capace di competere e vincere medaglie ai Giochi paralimpici invernali in tre diverse specialità: slittino paralimpico, sci di fondo paralimpico e hockey su slittino.
È stata la prima donna a partecipare ad un torneo paralimpico di hockey su slittino a Lillehammer 1994 e - nonostante il torneo fosse ufficialmente misto, e pertanto aperto anche alle donne - solo a Pyeongchang 2018 si avrà una seconda atleta donna, Lene Schroeder, anche lei norvegese.

## Palmarès

### Giochi paralimpici invernali

#### Sci di fondo
- - 5km (Geilo 1980[3])
- - 10km (Geilo 1980[3])

#### Slittino di velocità paralimpico
- - 100 m (Geilo 1980[4], Innsbruck 1984[5], Lillehammer 1994[6])
- - 500 m (Geilo 1980[4], Innsbruck 1984[5], Lillehammer 1994[6])
- - 700 m (Innsbruck 1984[5])
- - 800 m (Geilo 1980[4])
- - 1000 m (Innsbruck 1984[5], Lillehammer 1994[6])
- - 700 m (Lillehammer 1994[6])

#### Hockey su slittino
- (Lillehammer 1994[7])